# Matthijs van de Sande Bakhuyzen
Pour les articles homonymes, voir van de Sande Bakhuyzen.
Matthijs van de Sande Bakhuyzen, né le 16 octobre 1988 à Amsterdam, est un acteur néerlandais.

## Carrière
Il est le fils du réalisateur Willem van de Sande Bakhuyzen.

## Filmographie

### Cinéma et téléfilms
- 1999-2000 : De Daltons (nl) : Erik
- 2001 : Saint Amour : Louis
- 2003 : Cloaca (nl) : Bram Velsink
- 2005 : Leef! (nl) : Jongen, vendeur à la boutique de café
- 2006 : Keep Off (nl) de Maria Peters[3]
- 2008 : Dunya and Desi in Marokko (nl) de Dana Nechushtan : Broer van Desie[4]
- 2008 : Bloedbroeders (nl) d'Arno Dierickx[5]
- 2009 : Life in One Day (nl) de Mark de Cloe : Benny[6]
- 2010 : Schemer de Hanro Smitsman[7]
- 2013 : App de Bobby Boermans : Daan Thijsse[8]
- 2013 : Gerede Twijfel (nl) : Storm
- 2013 : Feuten (nl) : Thijs Balkenstein
- 2014 : Kenau (nl) de Maarten Treurniet : Pieter Ripperda[9]
- 2015 : The Escape d'Ineke Houtman : Jimmy[10]
- 2015 : Boy 7 de Lourens Blok : Sam[11]
- 2015 : Zwarte Tulp (nl) : Sjoerd
- 2015 : Dagboek van een callgirl (nl) : Ben van Vleuten
- 2016 : Kamp Holland (nl) de Boris Paval Conen : Dylan Postma[12]
- 2017 : Voor elkaar gemaakt (nl) de Martijn Heijne : Felix Simons[13]
- 2017 : Off Track (nl) : Luuk